# 艾尔河畔隆尚
艾尔河畔隆尚（法語：Longchamps-sur-Aire，法語發音：[lɔ̃ʃɑ̃ syʁ ɛʁ]）是法国默兹省的一个市镇，属于科梅尔西区。

## 地理
艾尔河畔隆尚（48°54'35"N, 5°18'24"E）面积15.68 平方千米，位于法国大東部大區默兹省，该省份为法国西北部内陆省份，北与比利时接壤，西接马恩省和阿登省，南至上马恩省和孚日省，东临默尔特-摩泽尔省。
与艾尔河畔隆尚接壤的市镇（或旧市镇、城区）包括：艾尔河畔肖蒙、库鲁夫尔、小埃里兹、凡尔登地区讷维尔、艾尔河畔皮埃尔菲特、赖瓦勒。

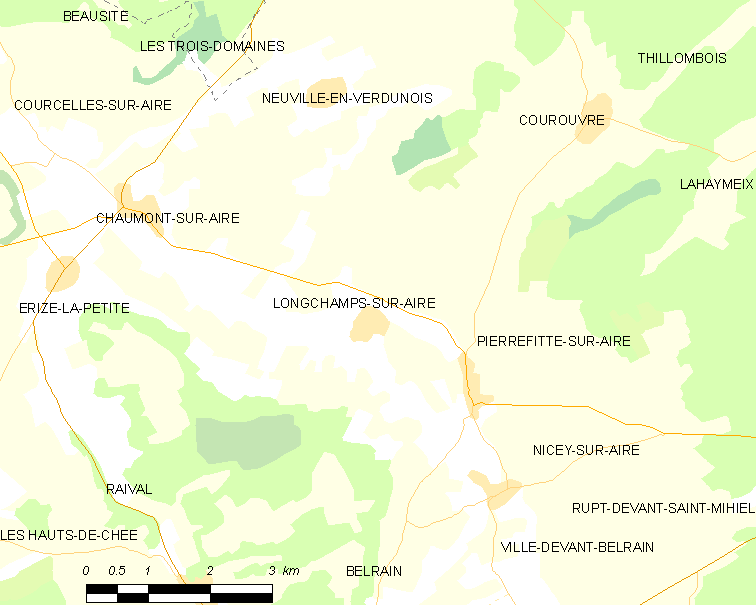
艾尔河畔隆尚的OSM定位图

艾尔河畔隆尚的时区为UTC+01:00、UTC+02:00（夏令时）。

## 行政
艾尔河畔隆尚的邮政编码为55260，INSEE市镇编码为55301。

## 政治
艾尔河畔隆尚所属的省级选区为默兹河畔迪约县。

## 人口

1962-2008年间艾尔河畔隆尚人口变化图示

艾尔河畔隆尚于2022年1月1日时的人口数量为120人。